# Acóluto

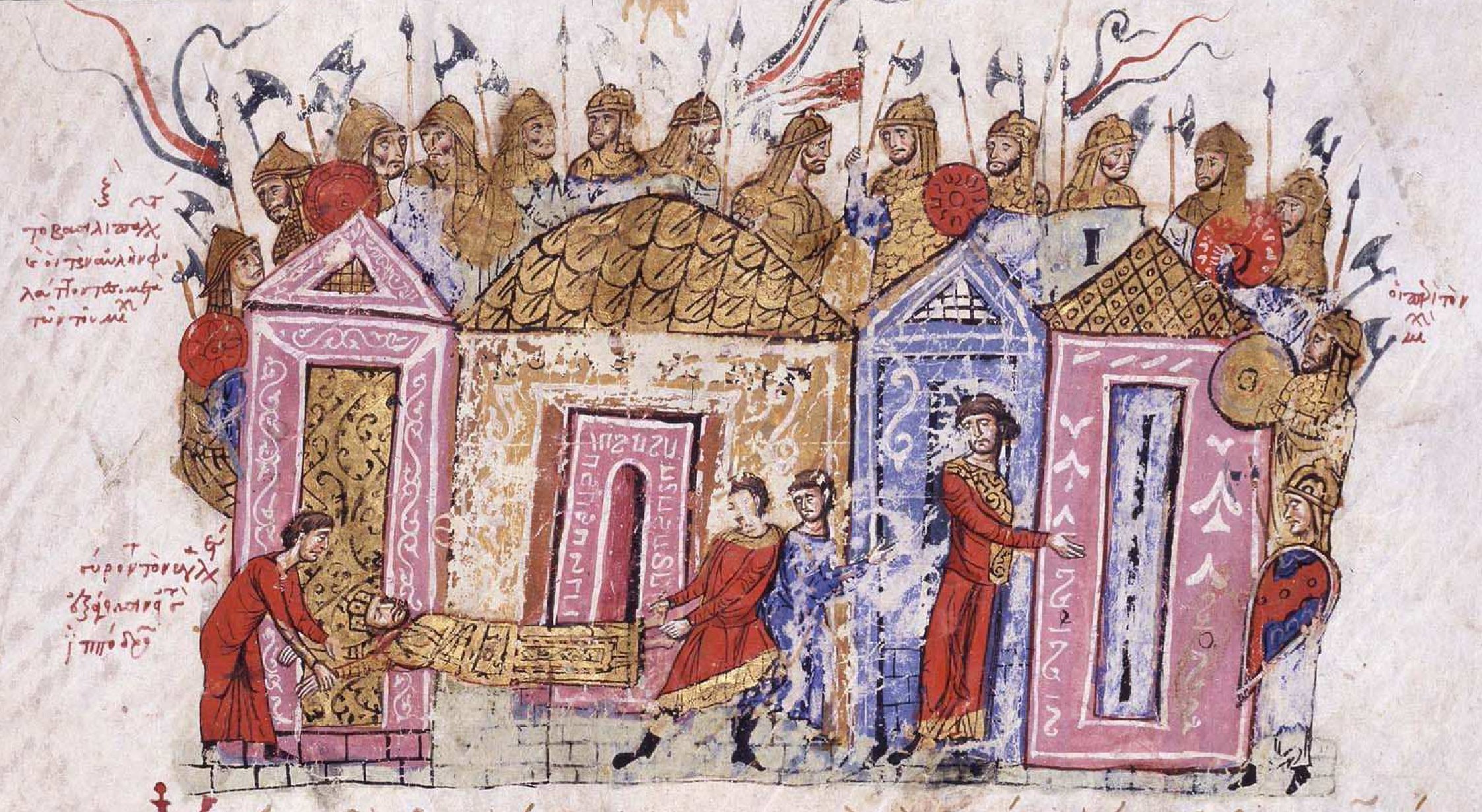
Guardia varega en el manuscrito ilustrado Skylitzes Matritensis. Biblioteca Nacional de España.

Acóluto[cita requerida] o Akolouthos (del griego ἀκόλουθος, "seguidor, asistente") fue un cargo bizantino que tuvo diferentes funciones a lo largo del tiempo. Originalmente fue un oficial militar del regimiento de la guardia imperial (tagma) de la Vigla y asociado con la famosa Guardia Varega en los siglos XI-XII.

## Historia
El título es atestiguado por primera vez a finales del siglo IX, cuando el Cletorologio del 899 lo establece como uno de los altos oficiales de la Vigla o regimiento de la guardia Arithmos. En los siglos IX-X, el acóluto (a menudo denominado ἀκόλουθος τοῦ ἀριθμοῦ, akolouthos tou arithmou, para enfatizar su conexión con la Vigla / Arithmos) fue el adjunto del comandante del regimiento, el drungario, es decir, el equivalente al proximos y protomandator en dos tagmatas mayores, las Scholai y las de los Excubitores. En esta época, sin embargo, fue asociado con el mando de los mercenarios extranjeros, principalmente francos.
Desde comienzos del siglo XI, al drungario se le confiaron deberes judiciales y policiales en la capital, Constantinopla, y el cargo de acóluto se convirtió en un mando independiente, aunque ligado a contingentes mercenarios, principalmente la Guardia Varega, que desde el período comneno se convirtió en uno de los principales y más duraderos cuerpos de la guardia imperial.
En el siglo XII, sin embargo, los acólutos son mencionados principalmente en conexión con misiones diplomáticas. El acóluto todavía es el jefe de los varegos en el Libro de los Oficios de mediados del siglo XIV de Jorge Codinos, pero el último cargo atestiguado es un tal Juan Nomicópulo en 1199. Sin embargo, el historiador Rodolphe Guilland considera más probable que el cargo continuó existiendo hasta el final del imperio, aunque no se tengan noticias de otros titulares.
Según Jorge Codinos, él ocupó la posición 51 en la jerarquía palaciega, y estuvo siempre cercano al emperador, y asistido por los primikerioi de los varegos. El mismo cargo también da lugar a una indumentaria cortesana distintiva: un sombrero skiadion con bordados en hilos de oro, un cafetán cabadio de seda, y un sombrero ceremonial llamado escaránico skaranikon, cubierto con terciopelo y con una borla roja por encima. En el separado Imperio de Trebisonda (1204-1461), el acóluto fue también conocido como chourtzes (χουρτζής), un título de origen desconocido, posiblemente relacionado con los títulos persas y georgianos similares que significaban 'paje'.

## Acólutos conocidos
Solo unos pocos acólutos son conocidos por su nombre en las registros. Un patrikios Miguel sirvió como acóluto bajo Constantino IX Monómaco (r. 1042-1055), y estuvo activo como general contra los Pechenegos y los turcos selyúcidas. Un cierto Nampites ocupó el cargo al principio del reinado de Alejo I Comneno (r. 1081-1118). En el caso de Manuel I Comneno, el acóluto Esteban fue enviado por el emperador para acompañar y guiar a Conrado III (r. 1138-1152) mientras cruzaba el territorio bizantino durante la Segunda Cruzada (1147). En 1160/61, el cargo era ostentado por Basilio II, y un poco después por Isaac Aaron, quien al traicionar la confianza del emperador, fue cegado en 1171. El último titular conocido fue Juan Nomicópulo, atestiguado en una bula de oro de Alejo III (r. 1195 1203) de 1199. También son conocidos varios sellos de acólutos, aunque no pueden ser fechados o identificados con certeza.